# Грегуар, Анри
Батист-Анри Грегуар (фр. Baptiste-Henri Grégoire, аббат Грегуар (фр. abbé Grégoire); 4 декабря 1750[…], Вео — 28 мая 1831, Париж) — французский католический священник, позже епископ, деятель Великой французской революции. Активный сторонник всеобщего избирательного права, запрета рабства, равноправия рас и унификации французского языка.

## Биография
Анри Грегуар родился в Вео близ Люневиля в крестьянской семье, воспитывался у иезуитов в Нанси. Священник по призванию, он заботился о распространении в своём деревенском приходе в Амбермениле нравственности и просвещения, поучал крестьян гигиене, указывал им лучшие способы земледелия и т. п. В «Essai sur la régénération des juifs» (1789) он выступил защитником веротерпимости и эмансипации евреев.
Избранный в Генеральные штаты депутатом от духовенства округа Нанси, он первый среди духовных заговорил о необходимости соединиться с третьим сословием и указал своим собратьям на пропасть, отделявшую бедное, приниженное сельское духовенство от высшего клира, примыкавшего к знати. В Учредительном собрании он стоял за отмену привилегий дворянства, за эмансипацию евреев, за дарование гражданских прав свободнорождённым неграм и мулатам колоний в виде переходной ступени к совершенной отмене рабства.
Особенно горячее участие принимал он в реорганизании церковного строя Франции. Когда в 1790 году выработано было гражданское устройство духовенства, Грегуар первый принёс ему присягу и стремился склонить к тому же остальное духовенство. Вскоре он был избран епископом блуаским, но большею частью жил в Париже.
Во время бегства Людовика XVI он первый подал мысль о назначении суда над королём. Избранный в Конвент, он в первом же заседании (21 сентября 1792) намеревался внести предложение о провозглашении республики; но, удержанный друзьями, был предупреждён Колло д'Эрбуа, которого поддержал в сильной речи, причём историю королей назвал мартирологом народов. 15 ноября 1792 года он отстаивал право народа судить короля как своего первого слугу, но тогда же внёс предложение об отмене смертной казни, в которой видел остаток варварства. После этой речи он избран был на обычный срок президентом Конвента. Во время самого процесса над Людовиком XVI Грегуар, посланный в Савойю, был в отсутствии; вместе с тремя своими товарищами он письменно высказался за осуждение короля, но против его смертной казни.
Во время террора Грегуар держался в стороне и всю свою деятельность сосредоточил в комитете народного просвещения. Он выработал обширный план, который должен был покрыть Францию сетью библиотек, земледельческих училищ и проч.; по его инициативе были учреждены Консерватория искусств и ремёсел и Национальный институт.
Популярности Грегуара нанесла сильный удар та твёрдость, с которой он отстаивал свои религиозные убеждения и своё достоинство христианского священника, сочетаемые с революционными и галликанскими взглядами. Вместе с Огюстеном Клеманом он активно действовал в защиту религии. По его настоянию Конвент издал декрет о свободе богослужения, существовавший, впрочем, только на бумаге. Грегуар был членом Совета пятисот, потом членом и одно время президентом Законодательного корпуса, наконец сенатором, но не играл уже выдающейся политической роли. В силу конкордата 1801 года. Грегуар вместе с другими так называемыми «конституционными епископами» должен был отказаться от своего звания, но никогда не переставал считать себя законным епископом и почти не носил графского титула, пожалованного ему в 1808 году.
С целью опровергнуть мнение о неграх как о низшей расе он издал книги «De la littérature des nègres» (Париж, 1808), в которой собрал всё когда-либо написанное негром или мулатом, и «De la traite et de l’esclavage des noirs et des blancs» (Париж, 1809 и 1815). После Реставрации Грегуар в сочинении «De la constitution française de l’an 1814» (Париж 1814, 4 изд. 1819) указал на недостатки хартии. Правительство Бурбонов отнеслось к нему с непримиримой враждой. При преобразовании института в академию он был исключён из этого учреждения.
Когда город Гренобль избрал в 1819 году Грегуара депутатом, в среде роялистов поднялось сильнейшее волнение. Человеколюбивого Грегуара клеймили именем цареубийцы, тогда как на самом деле он протестовал против любой смертной казни. Людовик XVIII, забывая, что сам незадолго перед тем сделал министром Фуше, увидел в избрании Грегуара угрозу Бурбонскому дому, и выборы эти были кассированы.
Особой ненавистью преследовало Грегуара духовенство. Перед смертью Грегуара (28 мая 1831 года) архиепископ Парижский Иасент Луи де Келен потребовал от него отречения от присяги, принесённой им в 1790 году (то есть, от поддержки указа о гражданском устройстве духовенства), и когда он отказался, официально лишил его причащения и христианского погребения. Тем не менее, отпевание аббата состоялось вопреки прямому запрету архиепископа, после чего, по инициативе Лафайета, аббат Грегуар был торжественно похоронен на кладбище Монпарнас при большом стечении народа.

## Сочинения
Из многочисленных сочинений Грегуара, кроме названных выше, более замечательны:
- «Histoire des sectes religieuses» (Париж, 1814-45);
- «Essai historique sur les libertés de l'Église gallicane» (Париж, 1818, 2 изд. 1826);
- «Histoire des confessions des empereurs, des rois etc.» (Париж, 1824).

Его мемуары изданы Карно (Париж, 1831), с приложением биографии Грегуара. На русский язык Борис Врасский перевёл сочинение Грегуара «О влиянии христианской религии на состояние женщин» (СПб., 1823).

## Звания
В 1814 году Грегуар в числе 28 лиц, «отличившихся учёностью», был избран почётным членом Казанского университета; представил его к этому званию ориенталист Френ, а утвердил министр народного просвещения граф Разумовский. Но в 1821 году совет Казанского университета по инициативе реакционно настроенного Магницкого нашёл «противным не только справедливости, но и наружной благопристойности иметь в сословии университета лицо, участвовавшее в страшном злодеянии» (подразумевалась казнь короля). Постановление это было утверждено главным управлением училищ, и Грегуар был лишён звания почётного члена Казанского университета.

## Цитаты
- «Недоверие служит свободному народу защитой: доверять не прикажешь». (Речь в Национальном собрании Франции 15 июля 1791 года)[7].